# 斯普林萊克 (北卡羅萊納州)
斯普林萊克（英語：Spring Lake）是一個位於美國北卡羅萊納州坎伯蘭縣的城鎮。

## 人口
根據2020年美國人口普查的數據，斯普林萊克的面積為61.74平方千米，當中陸地面積為61.18平方千米，而水域面積為0.56平方千米。當地共有人口11660人，而人口密度為每平方千米189人。